# Wdzięki
Wdzięki (Dzięki) – część kolonii Wiązownica-Kolonia w Polsce położona w województwie świętokrzyskim, w powiecie staszowskim, w gminie Staszów.
W latach 1975–1998 miejscowość administracyjnie należała do województwa tarnobrzeskiego.

## Historia
Wieś wymieniana w Słowniku geograficznym Królestwa Polskiego i innych krajów słowiańskich pod koniec XIX wieku.

DZIĘKI, osada fabryczna, majorat, powiat sandomierski, gmina Osiek, parafia Wiązownica. Posiada sąd gminny okręg III i piec wapienny. Liczy 7 domów, 25 mieszkańców i 15 mórg ziemi dworskiej. Na gruncie byłych dóbr Dzięki stoi kościół parafialny parafii Wiązownica.

Bronisław Chlebowski, Słownik geograficzny Królestwa Polskiego..., t. II.

W 1893 roku ówczesna parafia Wiązownica należała do ówczesnego dekanatu sandomierskiego (ale dawniej jeszcze do dekanatu staszowskiego) i liczyła wówczas 2 899 dusz. Ponadto do parafii należała filia w Strzegomiu, tj. parafia pw. św. Andrzeja Apostoła.
Dzięki w 1886 roku wchodziły w skład gminy Osiek, z urzędem we wsi Osieczko. Gmina miała 6 070 mieszkańców (w tym, aż 39,9% pochodzenia żydowskiego, tj. 539 żydów) i 17 916 mórg rozległości ogółem (w tym ziemi dworskiej 6 525 mórg). Sądem okręgowym dla gminy był ówczesny III Sąd Okręgowy w Łoniowie; z kolei stacja pocztowa znajdowała się w Staszowie. W skład gminy wchodziły wówczas (jeszcze) następujące wioski: Długołęka, Dzięki, Lipnik, Łęg, Osieczko, Osiek, Pliskowola, Strzegom i Suchowola.

## Demografia
Struktura demograficzna wioski Dzięki po reaktywacji państwa polskiego (tj. po I wojnie światowej) – odbiegała znacząco od ujednolicenia narodowościowego do jej różnorodność wyznaniowej włącznie. Bowiem Dzięki – folwark w gminie Osiek, posiadał 3 domy zamieszkane przez 41 osób, w tym: 19 mężczyzn i 22 kobiety, z których 38 osób było wyznania rzymskokatolickiego, a 3 z nich wyznania mojżeszowego, jednak jako narodowość polską podało 41 osób. Niniejsze dane oparto na podstawie pierwszego spisu powszechnego ludności z 30 września 1921 roku.